# Даніель Кампора
Даніель Х'юго Кампора (30 червня 1957, Сан-Ніколас-де-лос-Арройос) – аргентинський шахіст, гросмейстер від 1986 року.

## Шахова кар'єра
Першого значного успіху досягнув 1975 року, здобувши звання чемпіона країни в категорії серед юнаків. У 1976 році поділив 4-те місце на чемпіонаті світу серед юніорів до 20-ти років, який відбувся в Гронінгені. Упродовж багатьох років належав до когорти провідних аргентинських шахістів. Між 1978 і 2008 роками дев'ять разів представляв національну збірну на шахових олімпіадах (зокрема 4 рази на першій шахівниці), 1994 року в Москві здобувши дві медалі в особистому заліку: золоту за найкращий результат на першій шахівниці (7½ очок у 9 партіях), а також срібну рейтинговий перформенс. Чотириразовий медаліст чемпіонату Аргентини: двічі золотий (1986, 1989), а також двічі срібний (1978, 1987). Двічі виступив на чемпіонатах світу ФІДЕ, які проходили за кубковою системою: 2001 року переміг у 1-му колі  Найджела Шорта, а в 2-му поступився Яанові Ельвесту; 2004 року в 1-му колі програв Валерієві Філіппову.
Неодноразово брав участь у міжнародних турнірах, серед успіхів можна відзначити такі міста як: Сантьяго (1980, посів 1-ше місце), Тузла (1983, посів 1-ше місце), Панчево (1985, посів 1-ше місце), Ниш (1985, посів 1-ше місце), Берн (1987, поділив 1-ше місце разом з Юхимом Геллером i 1989, 3-тє місце позаду Михайла Гуревича i Леоніда Юдасіна), Біль (1987, 3-тє місце позаду Бориса Гулька i Олега Романишина i 1991, турнір Mix, посів 1-ше місце), Сан-Паулу (1993, поділив 2-ге місце позаду Гранди Зуніги), Ельгойбар (1995 i 1996, в обох випадках поділив 1-ше місце), Сан-Роке (1996, 3-тє місце за Яаном Ельвестом i Зурабом Азмайпарашвілі), Віла-Реал-де-Санту-Антоніу (1998, поділив 1-ше місце разом з Бранко Дамляновичем), Дос-Ерманас (2001, турнір B, посів 1-ше місце), Андорра-ла-Велья (2001, поділив 1-ше місце), Калі (2001, чемпіонат панамериканських країн, поділив 3-тє місце), Асунсьйон (2003, зональний турнір, посів 2-ге місце позаду Рубена Фельгаєра), Санто-Домінго (2003, поділив 1-ше місце), Кальвія (2005, поділив 2-ге місце позаду Крістіана Бауера), Гранада (2006, поділив 1-ше місце), Севілья (2006, поділив 1-ше місце разом з Кевіном Спрагеттом i Драганом Пауновичем i 2007, поділив 1-ше місце разом з Карелом ван дер Вейде), а також Кантабрія (2008, поділив 2-ге місце за Ілмарсом Старостітсом).
Найвищий рейтинг Ело в кар'єрі мав станом на 1 липня 1992 року, досягнувши 2565 пунктів ділив тоді 89-98-ме місце в світовій класифікації ФІДЕ, водночас посідав 1-ше місце серед аргентинських шахістів.

## Зміни рейтингу
| На цьому місці має відображатися графік чи діаграма, однак з технічних причин його відображення наразі вимкнено. Будь ласка, не видаляйте код, який викликає це повідомлення. Розробники вже працюють для того, щоби відновити штатне функціонування цього графіка або діаграми. | |
| | На цьому місці має відображатися графік чи діаграма, однак з технічних причин його відображення наразі вимкнено. Будь ласка, не видаляйте код, який викликає це повідомлення. Розробники вже працюють для того, щоби відновити штатне функціонування цього графіка або діаграми. |